# Bart Buysse
Pour les articles homonymes, voir Buysse.
Bart Buysse, né le 16 octobre 1986 à Beernem, est un joueur de football belge qui évolue comme défenseur latéral gauche. Depuis octobre 2016, il joue au KSCT Menen, en Division 2 Amateur, le quatrième niveau hiérarchique belge. Il a été deux fois international espoirs mais n'a jamais été appelé avec les « Diables Rouges ».

## Carrière

### Formation
En 1992, Bart Buysse s'affilie au KSC Beernem, le club de son village natal. Quatre ans plus tard, il est repéré par le FC Bruges et intègre le centre de formation du club. Il évolue dans les différentes catégories d'âge durant huit ans, en compagnie notamment de Glenn Verbauwhede ou Dieter Van Tornhout. En 2004, l'entraîneur Trond Sollied l'appelle dans le noyau de l'équipe première mais, barré par la concurrence de Peter Van der Heyden et Michael Klukowski à son poste, il ne joue pas un seul match pour les « Blauw & Zwart ».

### Quatre ans à Zulte-Waregem
En 2006, il décide de quitter la Venise du Nord et rejoint Zulte Waregem, un autre club de première division récent vainqueur de la Coupe de Belgique. D'abord réserviste derrière le français Loris Reina, il fait ses débuts officiels en championnat le 9 décembre 2006 face au KSC Lokeren et dispute toute la rencontre. Quatre jours plus tard, il découvre la coupe d'Europe en entrant à dix minutes de la fin du match face à l'Ajax Amsterdam lors de la dernière rencontre de la phase de poules de la Coupe UEFA. Cette saison, il joue la première mi-temps de la Supercoupe de Belgique 2006, perdue face à Anderlecht et participe encore aux deux rencontres de seizièmes de finale de Coupe UEFA face à Newcastle, comme réserviste à l'aller et comme titulaire au retour. Il se blesse au genou lors d'un match de réserves en fin de saison et est éloigné des terrains pendant sept mois.
À son retour de blessure, il doit prendre place sur le banc des remplaçants. Malgré cela, il prolonge son contrat à Zulte Waregem jusqu'en juin 2011. Il rejoue un match officiel le 20 février 2008, près d'un an après sa blessure. Par la suite, il obtient la préférence de l'entraîneur Francky Dury et est régulièrement titulaire. La saison 2008-2009 marque un tournant dans la carrière de Bart Buysse. Il entame le championnat en tant que titulaire au poste d'arrière gauche et conserve sa place durant deux ans. Plusieurs clubs se montrent intéressés par le joueur en début de mercato. Après avoir disputé le premier match de la saison 2010-2011, il choisit finalement de rejoindre le FC Twente, champion en titre aux Pays-Bas et entraîné par Michel Preud'homme, où il signe un contrat portant sur les quatre prochaines saisons.

### Séjour mitigé aux Pays-Bas
Dès son arrivée aux Pays-Bas, Bart Buysse se blesse à nouveau au genou et est indisponible durant plusieurs mois. Il retrouve néanmoins une place de titulaire lors de la seconde moitié de la saison et remporte la Coupe des Pays le 8 mai 2011. La saison suivante, il perd sa place de titulaire à la suite du changement d'entraîneur et des blessures à répétition. Il ne dispute que quelques matches de championnat et en juin 2012, il est transféré au FC Bruges, le club de ses débuts.

### Passage au Club puis au Cercle de Bruges
D'abord réserviste, Bart Buysse dispute son premier match officiel sous le maillot brugeois lors du derby face au Cercle le 23 septembre 2012. Il a joué toutes les rencontres de championnat depuis, s'affirmant comme le numéro un à son poste en début de saison. Malheureusement, il se blesse et après le remplacement de Georges Leekens par Juan Carlos Garrido, il perd sa place et se retrouve le plus souvent sur le banc, voire en tribunes. Le 12 juillet 2013, il s'engage pour deux ans avec le Cercle de Bruges. Il est titularisé directement par son entraîneur Lorenzo Staelens. Durant deux ans, il est le titulaire indiscutable au poste d'arrière gauche et dispute une soixantaine de rencontres officielles. Mais en 2015, le Cercle est relégué en Division 2 et, son contrat arrivant à expiration, il décide de quitter l'équipe.

### Nouveau séjour sans succès aux Pays-Bas
Le 13 juillet 2015, Bart Buysse signe un contrat de deux ans avec le NEC Nimègue, de retour en Eredivisie. Il commence la saison dans le onze de base mais après seulement quatre rencontres, il doit céder sa place au jeune Lucas Woudenberg, prêté par le Feyenoord Rotterdam et ne joue plus une seule minute en compétition. À la fin de la saison, la direction du club lui signifie qu'elle ne compte plus sur lui et qu'il peut partir pour un autre club. En août, son contrat est rompu d'un commun accord avec le club et il se retrouve libre.

### Fin de carrière dans les divisions inférieures
En octobre 2016, Bart Buysse choisit de s'engager au KSCT Menen, un club belge qui évolue en Division 2 Amateur, le quatrième niveau hiérarchique.

## Palmarès
- Vainqueur de la Coupe des Pays-Bas en 2011 avec le FC Twente

## Statistiques
| Saison                | Club                  | Championnat           | Championnat | Championnat | Coupe(s) nationale(s) | Coupe(s) nationale(s) | Supercoupe | Supercoupe | Compétition(s) continentale(s) | Compétition(s) continentale(s) | Compétition(s) continentale(s) | Sélection        | Sélection | Sélection | Total | Total |
| Saison                | Club                  | Division              | M.          | B.          | M.                    | B.                    | M.         | B.         | Comp.                          | M.                             | B.                             | Équipe           | M.        | B.        | M.    | B.    |
| 2004-2005             | FC Bruges             | Jupiler Pro League    | 0           | 0           | 0                     | 0                     | 0          | 0          | -                              | 0                              | 0                              | Belgique -19 ans | 10        | 0         | 10    | 0     |
| 2005-2006             | FC Bruges             | Jupiler Pro League    | 0           | 0           | 0                     | 0                     | 0          | 0          | -                              | 0                              | 0                              | Belgique -20 ans | 3         | 0         | 3     | 0     |
| Sous-total            | Sous-total            | Sous-total            | 0           | 0           | 0                     | 0                     | 0          | 0          | -                              | 0                              | 0                              | -                | 13        | 0         | 13    | 0     |
| 2006-2007             | SV Zulte Waregem      | Division 1            | 1           | 0           | 0                     | 0                     | 1          | 0          | C3                             | 3                              | 0                              | Belgique -20 ans | 2         | 0         | 7     | 0     |
| 2007-2008             | SV Zulte Waregem      | Division 1            | 11          | 1           | 0                     | 0                     | 0          | 0          | -                              | 0                              | 0                              | -                | 0         | 0         | 11    | 1     |
| 2008-2009             | SV Zulte Waregem      | Division 1            | 25          | 0           | 2                     | 0                     | 0          | 0          | -                              | 0                              | 0                              | Belgique espoirs | 2         | 0         | 29    | 0     |
| 2009-2010             | SV Zulte Waregem      | Division 1            | 37          | 0           | 1                     | 0                     | 0          | 0          | -                              | 0                              | 0                              | -                | 0         | 0         | 38    | 0     |
| 2010-2011             | SV Zulte Waregem      | Division 1            | 1           | 0           | 0                     | 0                     | 0          | 0          | -                              | 0                              | 0                              | -                | 0         | 0         | 1     | 0     |
| Sous-total            | Sous-total            | Sous-total            | 75          | 1           | 3                     | 0                     | 1          | 0          | -                              | 3                              | 0                              | -                | 4         | 0         | 86    | 1     |
| 2010-2011             | FC Twente             | Eredivisie            | 14          | 0           | 3                     | 0                     | 1          | 0          | C1+C3                          | 1+4                            | 0+0                            | -                | 0         | 0         | 23    | 0     |
| 2011-2012             | FC Twente             | Eredivisie            | 4           | 0           | 1                     | 0                     | 0          | 0          | C1+C3                          | 2+1                            | 0+0                            | -                | 0         | 0         | 8     | 0     |
| Sous-total            | Sous-total            | Sous-total            | 18          | 0           | 4                     | 0                     | 1          | 0          | -                              | 8                              | 0                              | -                | 0         | 0         | 31    | 0     |
| 2012-2013             | FC Bruges             | Division 1            | 13          | 0           | 1                     | 0                     | 0          | 0          | LE                             | 3                              | 0                              | -                | 0         | 0         | 17    | 0     |
| Sous-total            | Sous-total            | Sous-total            | 13          | 0           | 1                     | 0                     | 0          | 0          | -                              | 3                              | 0                              | -                | 0         | 0         | 17    | 0     |
| 2013-2014             | Cercle Bruges         | Division 1            | 31          | 2           | 4                     | 0                     | 0          | 0          | -                              | 0                              | 0                              | -                | 0         | 0         | 35    | 2     |
| 2014-2015             | Cercle Bruges         | Division 1            | 23          | 0           | 3                     | 0                     | 0          | 0          | -                              | 0                              | 0                              | -                | 0         | 0         | 26    | 0     |
| Sous-total            | Sous-total            | Sous-total            | 54          | 2           | 7                     | 0                     | 0          | 0          | -                              | 0                              | 0                              | -                | 0         | 0         | 61    | 2     |
| 2015-2016             | NEC Nimègue           | Eredivisie            | 4           | 0           | 0                     | 0                     | 0          | 0          | -                              | 0                              | 0                              | -                | 0         | 0         | 4     | 0     |
| Sous-total            | Sous-total            | Sous-total            | 4           | 0           | 0                     | 0                     | 0          | 0          | -                              | 0                              | 0                              | -                | 0         | 0         | 4     | 0     |
| Total sur la carrière | Total sur la carrière | Total sur la carrière | 164         | 3           | 15                    | 0                     | 2          | 0          | -                              | 11                             | 0                              | -                | 17        | 0         | 209   | 3     |